# HEP (쇼핑 센터)

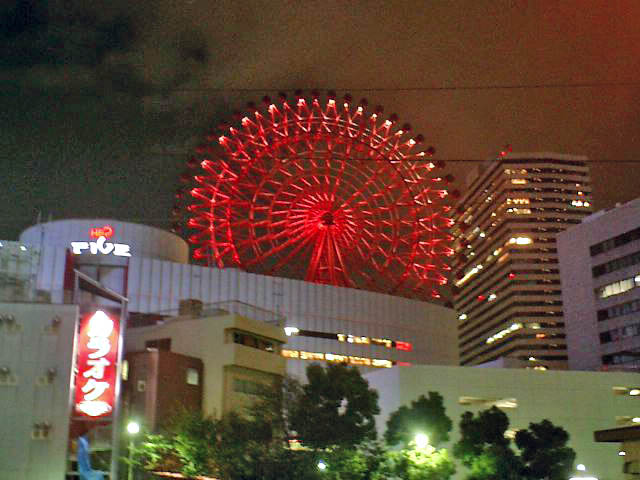
HEP

HEP은 일본 오사카부 오사카시 우메다에 있는 복합 쇼핑 센터이다. HEP은 Hankyu Entetainmnt Park의 약자로, HEP FIVE와 HEP NAVIO로 구성되어 있다. HEP FIVE의 옥상에는 관람차가 있다.